# Vicente La Russa
Vicente Rodriguez Cid , verdadero nombre de Vicente La Russa, (Buenos Aires, 5 de abril de 1928-ibídem, 25 de junio de 2008), conocido por su personaje El Preso, fue un actor, humorista, imitador, artista plástico y cantante lírico argentino.

## Carrera
Inició su carrera realizando un pequeño papel en Una noche cualquiera (1951, de Luis Mottura), con Pepe Arias, con quien actuó en varias temporadas teatrales. Trabajó en programas cómicos de radio como El Relámpago y La Revista Dislocada. Con el grupo que la integraba filmó Disloque en Mar del Plata y Disloque en el presidio.
Ejerció varios trabajos como cantante lírico, artista plástico, imitador e incursionó en el teatro de revistas secundando a cómicos.
Participó en 21 películas, donde actuó como actor de reparto, destacándose en La nona, con Pepe Soriano e integró los elencos de películas picarescas como Los doctores las prefieren desnudas, Minguito Tinguitella, papá, Hotel de señoritas, ¡Qué linda es mi familia!, Gran Valor, entre otras.
Acompañó a varios humoristas del momento como Alberto Olmedo, Jorge Porcel, Carlos Balá y Juan Carlos Calabró. Con Juan Carlos Altavista actuó en varios ciclos televisivos interpretando al personaje que le dio popularidad: El Preso, un fotógrafo bruto que acompañaba al personaje Minguito Tinguitella. Uno de sus latiguillos preferidos era "le faltó jamemú", con el que remataba algunos de los sketchs.
También trabajó con los humoristas uruguayos Ricardo Espalter, Eduardo D'Angelo, Enrique Almada, Andrés Redondo y Julio Frade en programas como Hiperhumor. Participó en ciclos de gran éxito y escritos por Gerardo Sofovich como Polémica en el bar, Operación Ja-Já, No toca botón ―donde interpretó a un alemán que le gritaba y mandoneaba a Rogelio Roldán (interpretado por Alberto Olmedo) y Tato siempre en domingo (con Tato Bores).
En 1987 realizó su última aparición cinematográfica en El manosanta está cargado, de Hugo Sofovich. Luego de la muerte del comediante Juan Carlos Altavista en 1989, Vicente La Russa se alejó de los medios.
Falleció el 25 de junio de 2008, en Buenos Aires, a los 80 años tras una larga enfermedad.

## Filmografía
- 1951: Una noche cualquiera.
- 1962: Disloque en Mar del Plata.
- 1965: Disloque en el presidio.
- 1973: Los doctores las prefieren desnudas.
- 1974: Minguito Tinguitela Papá.
- 1976: La isla de los dibujos (inédita).

- 1976: Don Carmelo Il Capo.
- 1977: Las aventuras de Pikín.
- 1978: Amigos para la aventura.
- 1979: Las locuras del profesor.
- 1979: La nona.
- 1979: Millonarios a la fuerza.

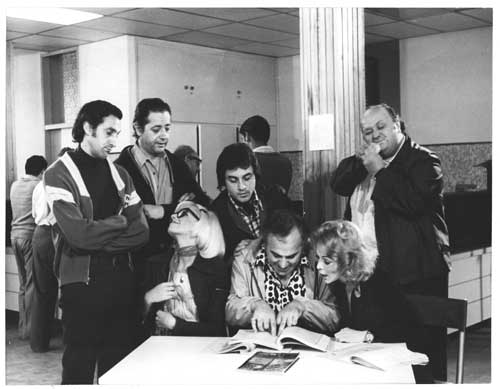
Julio López, Vicente La Russa, Adriana Aguirre, Tito Mendoza, Eddie Pequenino, Thelma Stefani y Guillermo Marín, en una escena de conjunto en una oficina, en la película Don Carmelo, Il Capo (1976).

- 1979: Las muñecas que hacen ¡pum!.
- 1979: Hotel de señoritas.
- 1980: La noche viene movida.
- 1980: Locos por la música.
- 1980: Operación Comando.
- 1980: ¡Qué linda es mi familia!.
- 1980: Gran valor.
- 1981: Cosa de locos.
- 1987: El manosanta está cargado
- 1992: Expertos en tetología

## Videos
- 1989: Y... Dónde está el hotel?.
- 1989: Expertos en tetología.

## Televisión
- 1962: Tato siempre en domingo.
- 1967: Operación Ja-Já.
- 1972: Polémica en el bar.
- 1977: Piluso y Coquito.
- 1986: No toca botón.

## Teatro
- Con el loco era otra cosa (1960), junto a Adolfo Linvel, Pedro Quartucci, Pety Petcoff, Diana Lupe, Raimundo Pastore, Trío Charola y Paquita Morel. Estrenada en el Teatro El Nacional.[2]